# Margaret Moser
Margaret Moser (16. května 1954 – 25. srpna 2017) byla americká novinářka, dlouhodobě spojená s hudební scénou ve městě Austin v Texasu. Narodila se v Chicagu a vyrůstala v různých dalších městech, včetně New Orleans, Houstonu a San Antonia. Jejími rodiči byli Phyllis Jackson Stegall a Willard Cummings Moser. V Austinu se usadila v roce 1973 a o tři roky později zde zahájila svou novinářskou kariéru. V roce 1981 začala psát pro týdeník The Austin Chronicle, v jehož redakci zůstala až do odchodu do důchodu v roce 2014. V roce 1982 založila hudební cenu Austin Music Award. V únoru 2013 jí byla diagnostikována rakovina, již o čtyři a půl roku později podlehla.